# Szymon Zychowicz
Szymon Zychowicz (ur. 8 sierpnia 1969 w Białogardzie) – polski artysta z Koszalina, poeta i muzyk wykonujący piosenkę literacką. Laureat Grand Prix Ogólnopolskiego Przeglądu Piosenki Autorskiej w Warszawie w 1992 r. i wielu innych nagród i wyróżnień festiwali piosenki literackiej i autorskiej. Artysta związanym m.in. z krakowskimi kabaretami: „Zielone Szkiełko” oraz „Piwnica pod Baranami”. Występował na wielu scenach Polski i świata (m.in. Nowego Jorku czy Paryża).

## Kariera
Debiutował w Teatrze Propozycji DIALOG w Koszalinie, gdzie pracował pod okiem Bartosza Brzeskota. Wprowadzony przez Grzegorza Turnaua w latach 1994-2002 był artystą krakowskiego kabaretu Piwnica pod Baranami.

## Dyskografia

### Albumy
- 2011-06-27: Po prostu (wyd. Polskie Radio SA)
- 2014-10-28: Impresje i komety (wyd. Dalmafon)
- 2018 : Lalilu (wyd. LUNA Music)

### Single i piosenki promowane
- 2012: Anna od cokołów
- 2011: Zapytam ją (ostatni raz)
- 2011: Zielony wiersz
- 1996: Pozytywka czyli krótka jak sen piosenka dla Joanny
- 1995: Chory krajobraz

## Nagrody
- 1992: Grand Prix "OPPA"'92 w klubie Hybrydy w Warszawie
- 1992: I miejsce w festiwalu "Zaduszki"'92 w Piotrkowie Trybunalskim (przewodnicząca jury: Agnieszka Osiecka)
- 1992: II miejsce i nagroda publiczności "Recitale"'92 w Siedlcach
- 1993: I miejsce "Bez fałszu"'93 w Poznaniu - konkurs Zbigniewa Górnego